# Atlético Sicaya (Callao)
El club Atlético Sicaya fue un club de fútbol, fundado en 1961, perteneciente a la Provincia Constitucional del Callao del Perú.

## Historia
El Atlético Sicaya fue un equipo equipo chalaco formado a partir de la compra de la categoría de otro club porteño, el Chim Pum Callao. Sus miembros fundadores fueron migrantes del distrito del mismo nombre, provenientes de Huancayo. En 1964, Atlético Sicaya obtuvo el título de la Liga Provincial del Callao y clasificó a la Liguilla de Ascenso a Segunda División. En este torneo derrota de manera invicta a las escuadras de Atlético Banfield del San Martín de Porres , Asociación Chorrillos y al Deportivo Bancoper de San Isidro y logra el ascenso a la Segunda División 1965.
Durante varios años el club mantuvo campañas irregulares hasta en 1969, donde terminó último de la tabla de posiciones junto al Juventud Gloria. Ambos cuadros tenían el mismo puntaje, por lo que se definió un partido extra por salvar la categoría. El triunfo fue para el Atlético Sicaya, que ganó por 2 - 1. Durante las temporadas 1970 y 1970 , el club logra la séptima posición de la tabla general. En el torneo de 1972, el Atlético Sicaya y Atlético Deportivo Olímpico, terminan últimos de la tabla posiciones con igualdad de puntos. Se definió en dos encuentros para la revalidación de la categoría. El primer partido fue empate a cero, sin embargo , en el último pierde 2 - 0 y retorna a la Liga Provincial del Callao para 1973. 
En 1974, Atlético Sicaya pierde la categoría y desciende a la  Segunda División Provincial del Callao. El club se mantuvo participando hasta 1977  donde perdió la categoría nuevamente y bajó a la Tercera División Distrital del Callao de 1978. Sin embargo, Atlético Sicaya no se presentó al torneo y desapareció.

## Datos del club
- Temporadas en la Segunda División: 8 (1965 - 1972).

## Palmarés

### Torneos regionales
- Liga Amateur del Callao (1): 1964.
- Subcampeón de la Liga Amateur del Callao (1): 1963.